# 奥林匹克运动会丑闻和争议
奧林匹克運動會是一項國際性的綜合運動會，其曾發生過多次醜聞和爭議，如作弊、藥物濫用，以及基於政治因素的聯合抵制等。
以下列出各屆奧運會的醜聞及爭議事件。

## 夏季奧運

### 1896年雅典奧運
- 來自希臘的Spyridon Belokas於馬拉松項目中，原先獲得第三名，然而經匈牙利選手克爾納·久洛申訴後，其承認部分路段確實乘坐交通工具，因此原先名次遭到剝奪，由克爾納·久洛遞補。[1]

### 1906年屆間運動會
- 該屆為歷史上唯一一次屆間運動會，各項競賽的成績並沒有被現今的國際奧會正式承認。[2]
- 當時被迫以聯合王國身分參賽的愛爾蘭人Peter O'Connor，在奪得三級跳遠的金牌後，因不滿頒獎典禮所升起的聯合旗，因而爬上旗桿，並揮舞著永遠的愛爾蘭（英语：Erin go bragh）旗幟以示抗議。[3]

### 1916年柏林奧運(未舉辦)
- 因一戰爆發而未舉行。

### 1920年安特衛普奧運
- 作為一戰結束後的第一屆奧運，戰敗的前同盟國並未獲邀參加該屆奧運，包括德國、奧地利、匈牙利、保加利亞、土耳其。[4]
- 足球項目中，捷克斯洛伐克於金牌戰中對陣地主比利時，於上半場接近終了時，由於不滿裁判判決，捷克斯洛伐克全隊集體離開球場，最終被取消資格，原先要爭奪銅牌的西班牙與荷蘭，則變為銀銅牌之戰，並由西班牙勝出。[5]

### 1924年巴黎奧運
- 德國再度未受邀參加該屆奧運。[6]

### 1928年阿姆斯特丹奧運
- 女子田徑項目首度被納入奧運的比賽項目中，然而當時有報導聲稱田徑女子800公尺（英语：Athletics at the 1928 Summer Olympics – Women's 800 metres）的比賽中，有多位選手在比賽後暈倒，或是在完賽前就退出，儘管這些說法並沒有被證實，但女子800公尺的競賽卻旋即以「對女性負擔太大」為由，在下一屆奧運被取消，直到1960年（英语：Athletics at the 1960 Summer Olympics – Women's 800 metres）才恢復。[7]

### 1936年柏林奧運
- 1931年，國際奧會將本屆奧運會主辦權給予當時尚未由納粹黨掌權的德國，然而隨著1933年納粹黨掌權，多個政治人物或組織曾呼籲對其抵制，或是將奧運會移至他國舉辦。[8]

### 1940年東京奧運(未舉辦)
- 1938年，日本因二戰緣故放棄本屆奧運會主辦權，國際奧會將主辦權給予芬蘭赫爾辛基後，最終又因戰事而停辦。[9]

### 1944年倫敦奧運(未舉辦)
- 1939年二戰爆發前夕，國際奧會選定本屆奧運於倫敦舉辦，然而由於戰事持續至1944年仍未停歇，因此只好停辦。

### 1948年倫敦奧運
- 作為二戰結束後的第一屆奧運，戰敗的前軸心國日本與德國並未獲邀參加該屆奧運。[10]

### 1956年墨爾本奧運
- 1956年10月，匈牙利發生反抗蘇聯強加制度的匈牙利革命，並於11月被完全鎮壓。12月6日，匈牙利與蘇聯的男子水球隊在奧運會水球項目的準決賽中對陣，比賽過程中多有肢體衝突，造成球員受傷，被媒體形容為水中血戰。最終匈牙利以四比零勝出，並在後續的決賽中擊敗南斯拉夫並獲得金牌。

### 1980年莫斯科奧運
- 為抗議蘇聯入侵阿富汗，美國總統卡特宣布抵制該屆奧運，超過60國響應，部分國家則是保持參賽，但只使用奧林匹克委員會會旗而非該國國旗。[11]

### 1984年洛杉磯奧運
- 經過上屆以美國為首的抵制後，以蘇聯為首的多個社會主義國家對本屆奧運聯合抵制以示報復，但規模不及前屆。[12]

### 2024年巴黎奧運
- 2024年7月，加拿大遭指控其後勤團隊使用空拍機拍攝紐西蘭女足的訓練畫面。最終加拿大在小組賽中積分被扣6分，總教練貝佛莉·普利斯特曼則被禁賽一年。[13]
- 荷蘭男子沙灘排球運動員史蒂文·范德費爾德首度參加沙灘排球比賽，但其過去曾被指控強姦兒童罪名成立，其參賽引起多方批評，然而荷蘭排球協會（英语：Nederlandse Volleybalbond）與荷蘭奧林匹克委員會和體育同盟皆對其表達支持。[14]
- 阿爾及利亞拳擊手伊曼·哈利夫及中華台北拳擊手林郁婷於奧運期間，屢遭各方質疑其女性身分，而國際奧會則發布聲明，稱所有參加拳擊賽的選手皆符合資格。[15][16]最終其分別奪得次中量級和羽量級的金牌。